# Rhynchospora organensis
Rhynchospora organensis är en halvgräsart som beskrevs av Charles Baron Clarke. Rhynchospora organensis ingår i släktet småag, och familjen halvgräs. Inga underarter finns listade i Catalogue of Life.